# Čelina
Čelina (dříve Čelín, Čelyň, dnešní název od roku 1924) je vesnice, část obce Borotice v okrese Příbram ve Středočeském kraji. Nachází se asi 3,5 kilometru východně od Borotic. V roce 2011 zde trvale žilo 69 obyvatel. Čelina je také název katastrálního území o rozloze 6,16 km². V katastrálním území Čelina leží také Cholín. Vesnicí protéká Čelinský potok a prochází jí silnice II/102.

## Historie

### Manský statek
První písemná zmínka o Čelině pochází z roku 1336. Vesnice tehdy byla manským statkem, který patřil ke královskému hradu Kamýk. Král Jan Lucemburský v listině z 28. prosince 1336 prohlásil statky kamýckého purkrabství, včetně Čeliny, za svobodné.[zdroj⁠?!] Po roce 1850 se jmenoval Čelín, začátkem 20. století se jméno ustálilo na dnešním.

### Těžba zlata

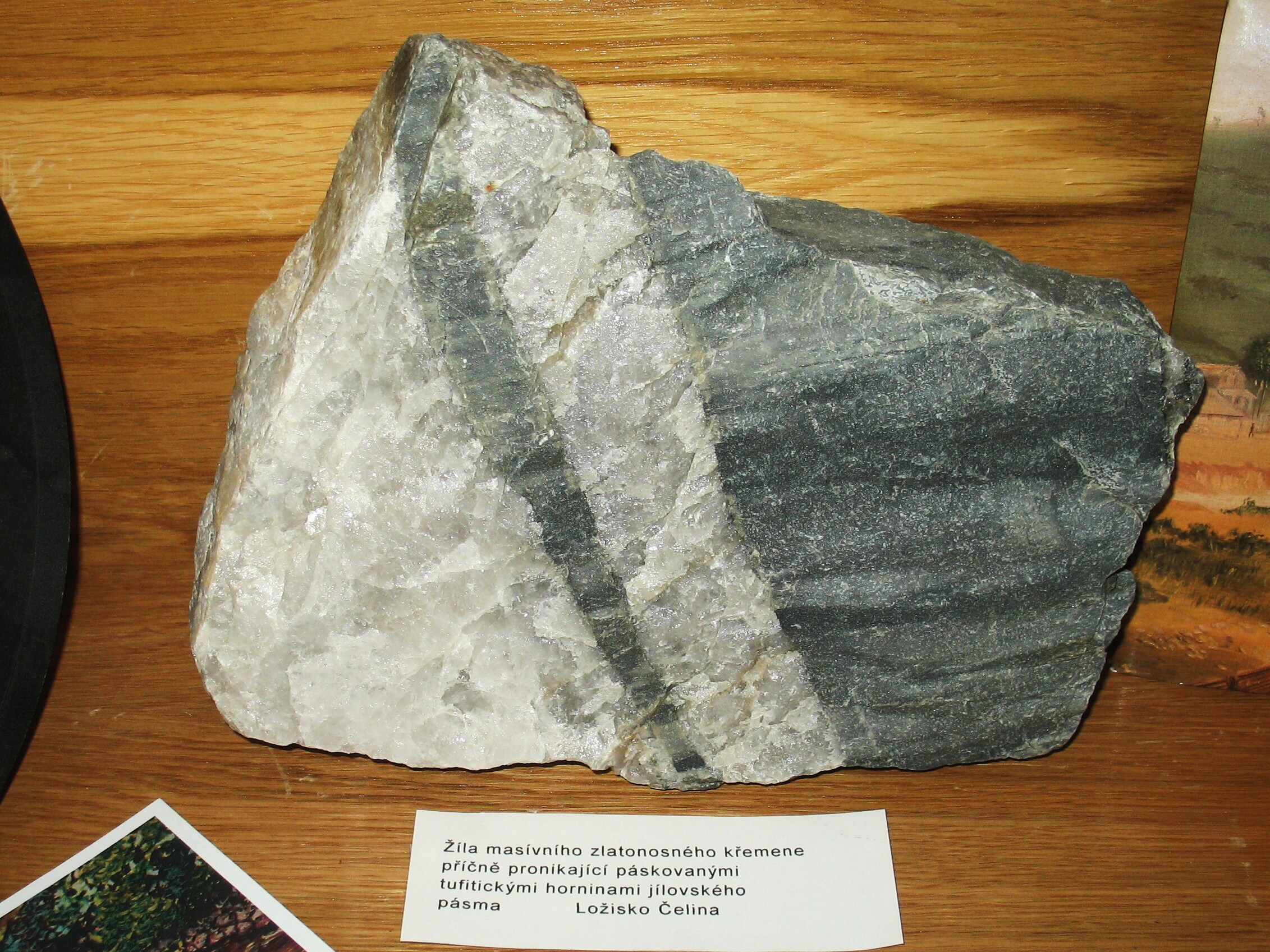
Zlatonosný křemen z ložiska Čelina (expozice Muzea zlata v Novém Kníně)

Četné důkazy, mezi něž v prvé řadě patří hornické stařiny, tj. štoly a jámy u Čeliny podél Čelinského potoka, dále doklady o existenci kovárny a zlatorudného mlýna, stejně jako nálezy keramiky, hornického náčiní nebo strusky svědčí o tom, že se již od 13. století v této oblasti těžilo zlato. Tato těžba byla ve středověku předmětem zájmu nejen panovníka, ale i dalších zainteresovaných osob a institucí, jako byl například Ostrovský klášter. Největší rozmach hornické činnosti v oblasti Čeliny byl zaznamenán v 16. století. Zájem o těžbu zdejšího mimořádně bohatého ložiska zlata pokračoval i v dalších stoletích, a to až do let 1989–1991, kdy ve zlatonosném okrsku Čelina – Psí hory probíhala pokusná těžba zlata. Zlatonosná ruda, vytěžená v tomto období, byla zpracovávána v úpravně Rudných dolů Příbram.

## Obyvatelstvo
| Rok            | 1869 | 1880 | 1890 | 1900 | 1910 | 1921 | 1930 | 1950 | 1961 | 1970 | 1980 | 1991 | 2001 | 2011 | 2021 |
| -------------- | ---- | ---- | ---- | ---- | ---- | ---- | ---- | ---- | ---- | ---- | ---- | ---- | ---- | ---- | ---- |
| Počet obyvatel | 341  | 358  | 357  | 285  | 315  | 280  | 254  | 140  | 197  | 156  | 112  | 81   | 82   | 69   | 111  |
| Počet domů     | 46   | 50   | 54   | 56   | 52   | 52   | 54   | 55   | 48   | 40   | 37   | 45   | 46   | 52   | 55   |

## Obecní správa
Při sčítání lidu v letech 1850–1979 Čelina byla samostatnou obcí, se kterým patřila nejprve do okresu Příbram, ale v roce 1950 v okrese Dobříš a od roku 1960 opět v okrese Příbram. Od 1. ledna 1980 je částí obce Borotice v okrese Příbram. V letech 1850–1979 k obci patřil Cholín.

## Pamětihodnosti
- Zámek Čelina z první poloviny 18. století s barokní kaplí svatého Jana Nepomuckého v zámeckém parku[9]
- Synagoga v Čelině
- Židovský hřbitov v Čelině